# Benazir Charles
Benazir Berends Charles (sinh ngày 9 tháng 7 năm 1992) là người giữ danh hiệu cuộc thi sắc đẹp, người đã đăng quang Hoa hậu Bonaire 2010 và dự kiến sẽ đại diện cho công chúng Hà Lan trong cuộc thi Hoa hậu Thế giới 2011. Cô cũng nằm trong Top 15 tại Hoa hậu Liên lục địa 2010.

## Đầu đời
Là một người đam mê thể thao, Charles thích lặn biển, đạp xe và chèo thuyền. Cô nói được tiếng Hà Lan, tiếng Anh và cả tiếng Papiamento.

## Hoa hậu Bonaire 2010
Charles, người sở hữu chiều cao 1,75 m (5 ft 9 in), thi đấu với tư cách là một trong 6 người vào chung kết cuộc thi Miss Bonaire 2010, được tổ chức vào ngày 4 tháng 9 năm 2010 tại Kralendijk, nơi cô đã giành được giải thưởng Runway hay nhất, Hoa hậu nổi tiếng, Hoa hậu thanh lịch, Hoa hậu dạ hội đẹp nhất và trở thành người chiến thắng cuối cùng của danh hiệu, giành quyền đại diện cho Bonaire thi đấu các cuộc thi quốc tế.

## Hoa hậu Liên lục địa 2010
Charles đã tham dự cuộc thi Hoa hậu Liên lục địa 2010, được tổ chức vào ngày 6 tháng 11 năm 2010 tại Punta Cana, Cộng hòa Dominican và trở thành một trong 15 thí sinh lọt vào vòng bán kết, và trở thành Á hậu 8 của cuộc thi.

## Hoa hậu Thế giới 2011
Charles cũng đã tham dự cuộc thi Hoa hậu Thế giới 2011 với 113 thí sinh khác, được truyền hình trực tiếp từ London, Vương quốc Anh vào ngày 7 tháng 11 năm 2011, nơi cô trở thành một trong Top 24 của hạng mục Sportswoman và Top 30 hạng mục Beauty with a Purpose trong cuộc thi.

## Hoa hậu toàn cầu 2012
Benazir cũng đại diện cho Bonaire tham gia cuộc thi Hoa hậu toàn cầu được tổ chức vào ngày 10 tháng 11 năm 2012 tại Tirana, Albania.